# Stade Français
Stade Français – francuski klub rugby z siedzibą w Paryżu założony w 1883. Jeden z najbardziej utytułowanych klubów rugby we Francji. Czternastokrotny mistrz Francji. Obecnie gra w Top 14.

## Trofea
- Mistrzostwo Francji:     
  - Zwycięzcy (13): 1892-93, 1893-94, 1894-95, 1896-97, 1897-98, 1900-01, 1904-05, 1907-08, 1997-98, 1999-00, 20002-03, 2003-04, 2006-07, 2014-15
  - Finaliści (8): 1895-96, 1898-99, 1903-04, 1904-05, 1905-06, 1906-07, 1926-27, 2004-05
- Puchar Francji: 
  - Zwycięzcy (1): 1998-99
  - Finaliści (1): 1997-98
- Puchar Heinekena:     
  - Finaliści (2): 2000-01, 2004-05
- European Rugby Challenge Cup:
  - Zwycięzca (1): 2016-17
  - Finalista (2): 2010-11, 2012-13